# Enfeus de Saint-Paul-de-Tartas
Les enfeus de Saint-Paul-de-Tartas sont des enfeus situés à Saint-Paul-de-Tartas, en France.

## Localisation
Les enfeus sont situés dans le département français de la Haute-Loire, dans le mur de clôture nord du cimetière de la commune de Saint-Paul-de-Tartas.

## Historique
Les enfeus, datant du XIIIe siècle, consistent en une indentation simple réalisée dans le mur, surmontée d'un arc brisé et accompagnée de colonnettes. Un écusson, effacé par les intempéries, était initialement présent.

## Protection
Les enfeus du XIIIe siècle sont classés au titre des monuments historiques par arrêté du 16 septembre 1907.